# Prix Ténor de Baune
Prix Ténor de Baune är ett travlopp för 5-åriga varmblodstravare (hingstar och ston) som körs på Vincennesbanan i Vincennes utanför Paris under det franska vintermeetinget varje år i slutet av december. Loppet är uppkallat efter den franska stjärnhästen Ténor de Baune. Loppet körs över distansen 2700 meter och med startmetoden fransk voltstart. Det är ett Grupp 1-lopp, det vill säga ett lopp av högsta internationella klass. Förstapris i loppet är 108 000 euro och en plats i världens största travlopp Prix d'Amérique.

## Vinnare
| År   | Häst              | Land      | Kusk                | Tränare                 | Tid    | Tvåa               | Trea              |
| ---- | ----------------- | --------- | ------------------- | ----------------------- | ------ | ------------------ | ----------------- |
| 2024 | Just Love You     | Frankrike | Alexandre Abrivard  | Laurent-Claude Abrivard | 1.12,1 | Working Class Hero | Justin Bold       |
| 2023 | Idao de Tillard   | Frankrike | Clément Duvaldestin | Thierry Duvaldestin     | 1.11,4 | Izoard Védaquais   | Inmarosa          |
| 2022 | Horsy Dream       | Frankrike | Éric Raffin         | Piérre Belloche         | 1.12,2 | Happy Valley       | Beads             |
| 2021 | Galius            | Frankrike | Yoann Lebourgeois   | Séverine Raimond        | 1.12,5 | Empire             | Ganay de Banville |
| 2020 | Féerie Wood       | Frankrike | Alexandre Abrivard  | Laurent-Claude Abrivard | 1.12,8 | Feydeau Seven      | Rebella Matters   |
| 2019 | Excellent         | Frankrike | Alexandre Abrivard  | Laurent-Claude Abrivard | 1.11,0 | Ènino du Pommereux | Alcoy             |
| 2018 | Looking Superb    | Norge     | Jean-Michel Bazire  | Jean-Michel Bazire      | 1.13,3 | Davidson du Pont   | Dark Night Love   |
| 2017 | Readly Express    | Sverige   | Björn Goop          | Timo Nurmos             | 1.12,9 | Treasure Kronos    | Charly du Noyer   |
| 2016 | Belina Josselyn   | Frankrike | Jean-Michel Bazire  | Jean-Michel Bazire      | 1.13,2 | Bird Parker        | Boléro Love       |
| 2015 | Lionel N.O.       | Norge     | Franck Nivard       | Fabrice Souloy          | 1.14,0 | Robert Bi          | Akim du Cap Vert  |
| 2015 | Vulcain de Vandel | Frankrike | Franck Nivard       | Franck Nivard           | 1.14,1 | Villeroi           | Valko Jenilat     |
| 2014 | Up And Quick      | Frankrike | Jean-Michel Bazire  | Franck Leblanc          | 1.13,3 | Unabella Perrine   | Une Fille d'Amour |
| 2013 | Raja Mirchi       | Sverige   | Lutfi Kolgjini      | Lutfi Kolgjini          | 1.12,8 | Triode de Felliere | Touch Of Quick    |
| 2012 | Sévérino          | Frankrike | Christian Bigeon    | Christian Bigeon        | 1.12,9 | Santa Rosa France  | Scoop d'Yvel      |
| 2011 | Lana del Rio      | Italien   | Santo Mollo         | Santo Mollo             | 1.13,1 | Look Mp            | Rodrigo Jet       |
| 2010 | Qwerty            | Frankrike | Pierre Levesque     | Pierre Levesque         | 1.12,8 | Quarcio du Chene   | Queen's Glory     |
| 2009 | Paris Haufor      | Frankrike | Christian Bigeon    | Christian Bigeon        | 1.14,0 | Prodigious         | Premiere Steed    |
| 2008 | Orla Fun          | Frankrike | Loïc Guinoiseau     | Jean-Baptiste Bossuet   | 1.14,3 | Origano Lap        | Offshore Dream    |